# En busca del gato de Schrödinger

En busca del gato de Schrödinger es un libro de divulgación científica escrito por el físico John Gribbin.
Trata de forma amena y sencilla incluso para los menos especializados en el tema sobre los fundamentos de la física cuántica, sus aplicaciones y contribuciones, tanto en el campo científico como al filosófico. 
Gribbin comienza contextualizando el desarrollo de esta rama de la física, a principios del siglo XX, con aportaciones de científicos como Max Planck, Albert Einstein, Ernest Rutherford, Niels Bohr, Paul Dirac o el mencionado en el título Erwin Schrödinger, figuras clave en el mundo de la física del pasado siglo.
La evolución de esta teoría, los diferentes modelos, teorías, corroboraciones y refutaciones, también son descritos en el libro, terminando con una exposición de los actuales problemas, así como de diferentes nuevas teorías, no terminadas, que podrían explicarlos, como la teoría de supergravedad o la teoría de cuerdas.